# Bootshafen (Kiel)

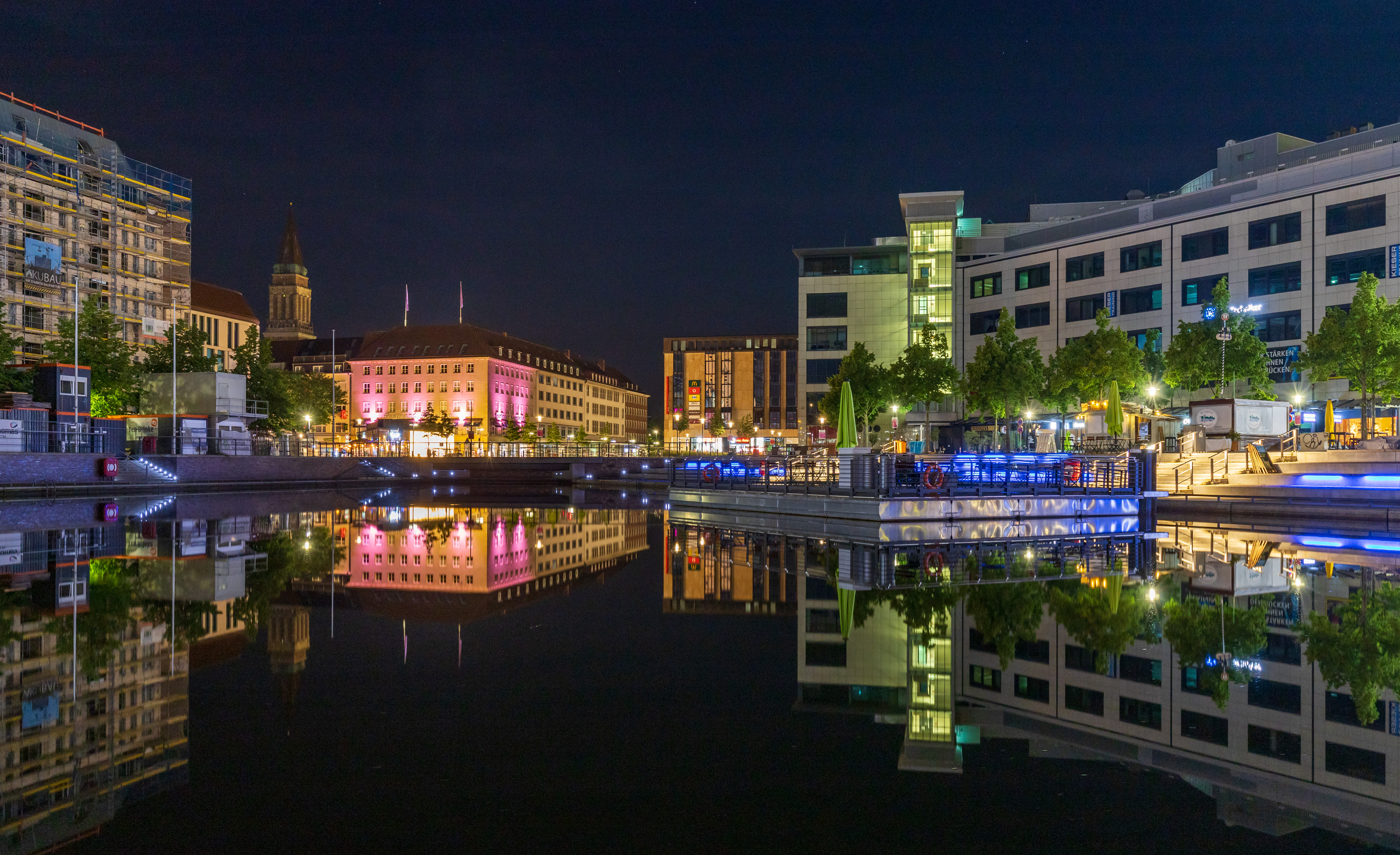
Blick auf den nächtlichen Bootshafen

Der Bootshafen (auch Alter Bootshafen) in Kiel ist eine 4.200 Quadratmeter große, dreieckige Wasserfläche, südlich der Altstadt und westlich des Schwedenkais und der Kieler Förde gelegen.
Der Bootshafen ist – zusammen mit den beiden als Kleiner Kiel bezeichneten Wasserflächen – ein Überbleibsel des von der Kieler Förde abzweigenden ursprünglichen Meeresarmes, der die damals auf einer Halbinsel gelegene Altstadt Kiels im Süden und Westen umschloss. Im 19. Jahrhundert wurde der Bootshafen von den heute als Kleiner Kiel bezeichneten Wasserflächen und der Kieler Förde abgetrennt und ist seitdem nur noch über Rohre mit ihnen verbunden.

## Geschichte

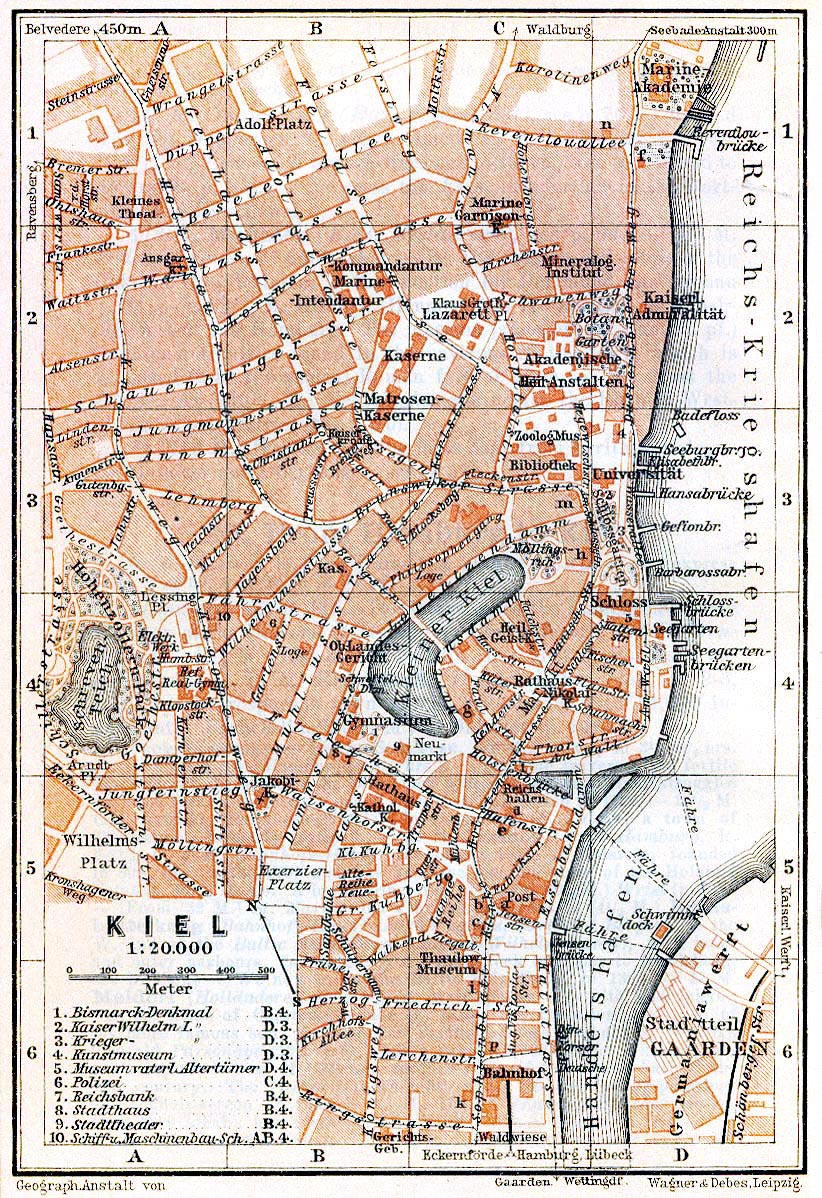
Plan der Kieler Altstadt um 1910 – der noch mit der Kieler Förde verbundene Bootshafen ist erkennbar

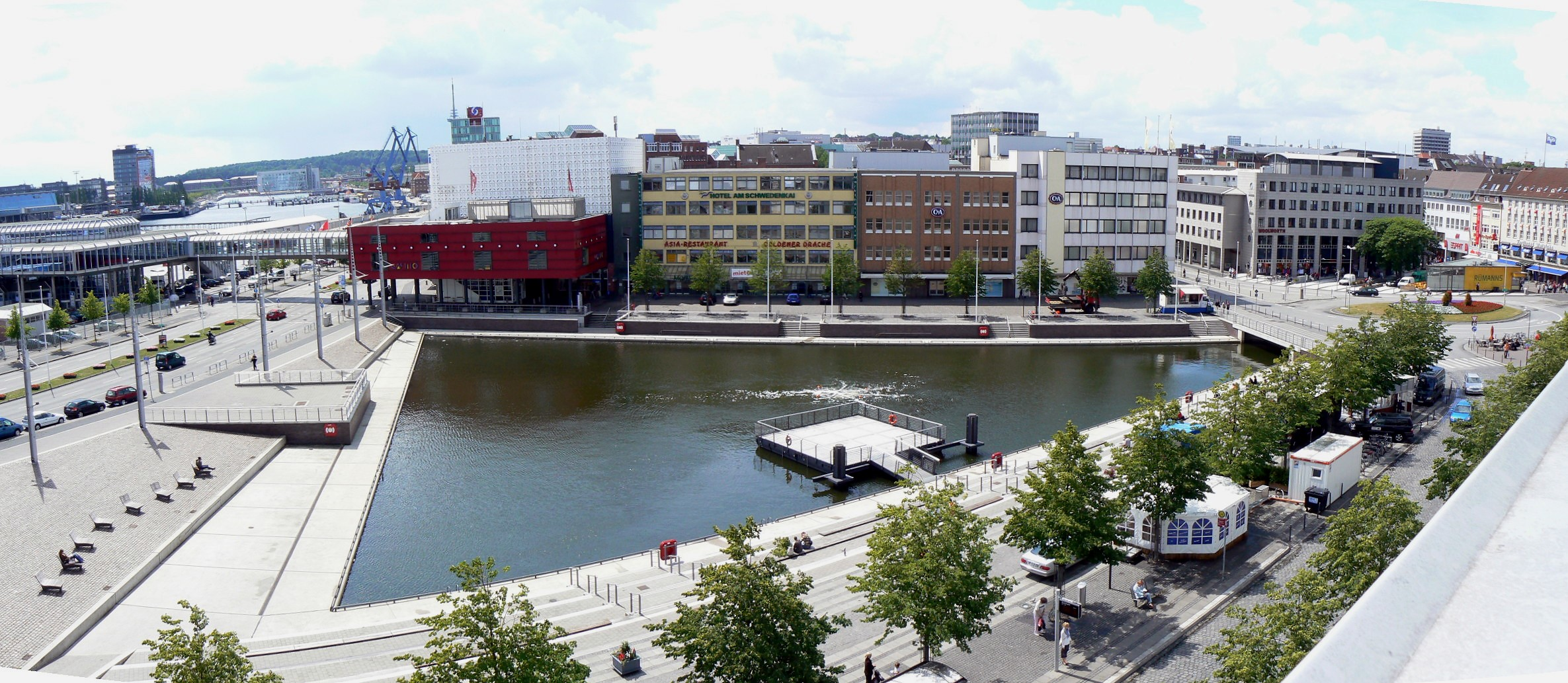
Blick auf den Bootshafen Richtung Süden

Über einen langen Zeitraum diente das Areal als stark frequentierter Hafen für Handelsschiffe. Durch den Bau von Kaianlagen, Straßen und Brücken am Westufer der Kieler Förde erfolgte im Laufe des 19. und 20. Jahrhunderts allmählich eine Abtrennung von der Kieler Förde und damit auch der Ostsee. 
Im Jahre 1846 wurde zwischen dem ehemaligen Bootshafen und der Kieler Förde ein Damm für die Eisenbahn gebaut, der anfangs mit einer festen Brücke und ab 1856 mit einer Drehbrücke versehen war. 1901 wurde der Bootshafen dann vom Kleinen Kiel abgetrennt, als die Verbindung nach Abriss der Holsten- und Kehdenbrücke zugeschüttet und durch ein Rohr ersetzt wurde. Mit dem Ausbau der Straße Holstenbrücke 1904, wurde auch der Damm umgebaut und bekam eine Klappbrücke. Da nach etlichen Jahren, die Fundamente der Brücke unter dem Gewicht der Brücke nachgaben, wurde die Brücke geschlossen und bis zu ihrer Beseitigung nicht mehr geöffnet. Seitdem konnten nur noch kleinere Schiffe in diesen Bereich hineinfahren und anlegen. Im Plan der Stadt Kiel von 1883 wird der Begriff „Bootshafen“ zum ersten Mal eingezeichnet.
Von 1974 bis 1989 konnte man den Bootshafen mit der Seilbahn Kaufhaus Weipert überqueren.
Im Jahr 1982 wurde für den Fährverkehr nach Göteborg in Schweden ein neuer Fähranleger, der Schwedenkai, gebaut. Im Rahmen dieses Baus wurden die Wasserflächen zwischen Förde und Bootshafen zugeschüttet. Über ein Rohr im Osten steht er noch mit der Kieler Förde in Verbindung, der ursprüngliche Zusammenhang mit der Förde ist durch die riesigen Hafenflächen des Schwedenkais allerdings kaum noch zu erkennen. In den darauf folgenden Jahren verfielen die hohen Spundwände des ungenutzten Bootshafens zunehmend, außerdem gab es häufig Algenprobleme, die sich auf Optik und Geruch des Wassers nachteilig auswirkten.

## Gegenwart
Im Jahre 2002 wurde der Bootshafen neu gestaltet, womit Plänen, die ein Zuschütten vorsahen, eine Absage erteilt wurde. Dabei wurden die ihn umgebenden Flächen durch großzügige treppenartige Terrassen bis an die Wasserfläche hinunter grundlegend neugestaltet. Allerdings wurde auch die Wasserfläche ein weiteres Mal verkleinert. Es wurden neue, tiefergelegte Flächen direkt am Wasser geschaffen, die in seltenen Fällen bei Hochwasser von mehr als einem halben Meter überspült werden. Daneben wird die Wasserqualität durch eine Belüftungspumpe hoch gehalten.
An der Westseite wurde eine Art Bühne gebaut und auf der Wasserfläche ein schwimmender Ponton dauerhaft installiert, der als Werbefläche genutzt werden kann. An der Nordseite sind Sitzstufen gebaut worden, in den Ecken befinden sich jeweils Rampen, die zur Fläche direkt am Wasser hinunterführen. Daneben ist für die Dämmerung und die dunkle Jahreszeit ein Lichtkonzept für den Bereich Bootshafen ausgearbeitet worden.

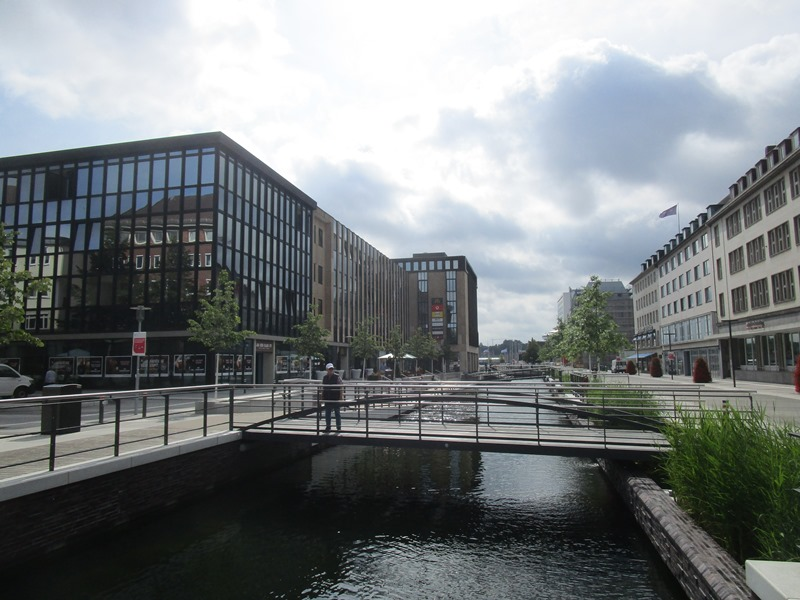
Das Holstenfleet stellt die Verbindung zwischen Bootshafen und Kleinem Kiel wieder her, vom Betrachter links die Kieler Altstadt, früher auf einer Halbinsel gelegen

Durch das Holstenfleet wurde die Wasserverbindung zwischen dem Bootshafen und dem Kleinen Kiel zwischenzeitlich wiederhergestellt Fleet bezeichnet im norddeutschen Raum eine Wasserverbindung.

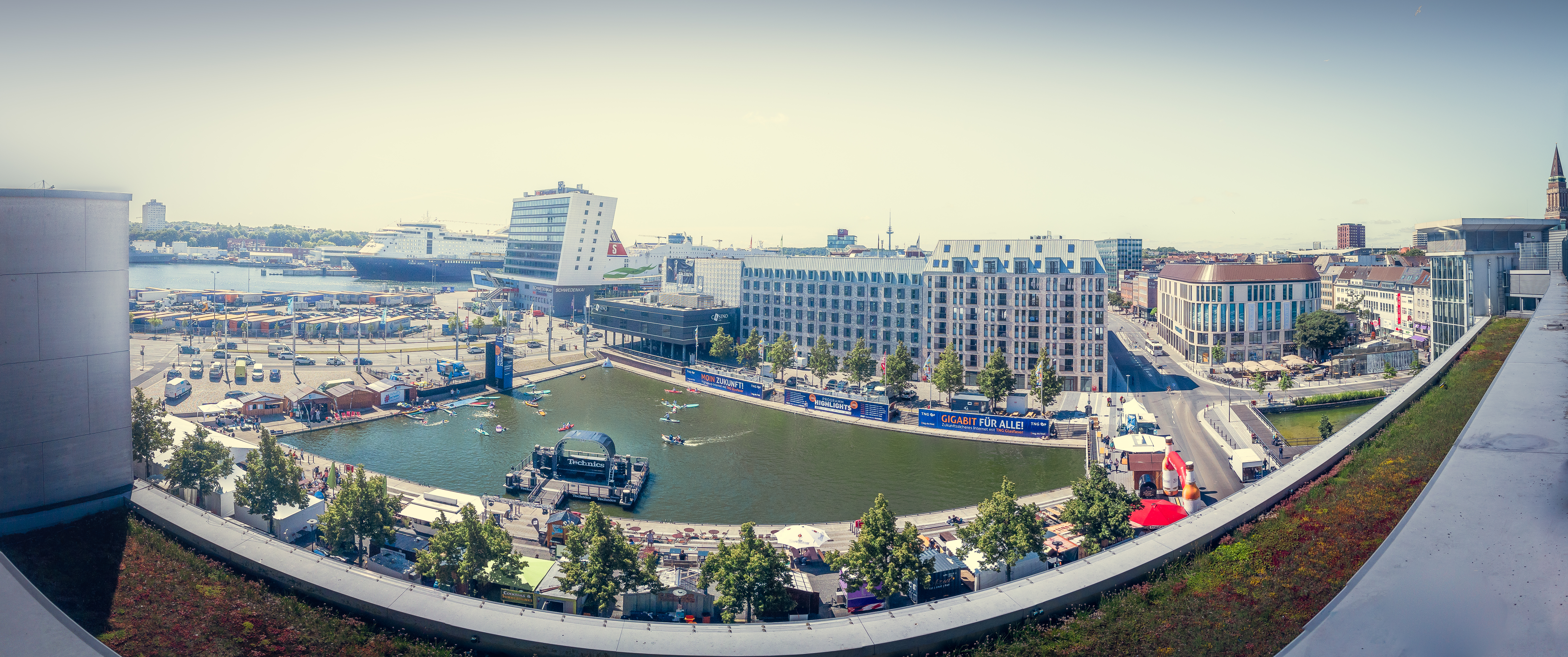
Panorama vom Bootshafen während der Kieler Woche 2022